# Picoides tridactylus

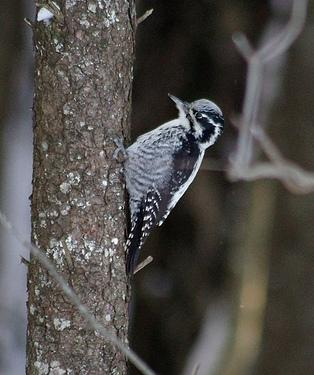
Picoides tridactylus, femmina

Il Picchio tridattilo (Picoides tridactylus, Linnaeus 1758), è un uccello della famiglia dei Picidae. Nome che gli è stato attribuito in quanto, al contrario degli altri Picidae, possiede le zampe con tre dita anziché quattro. Con i suoi 22 cm. di lunghezza è un picchio di piccole dimensioni.

## Sistematica
Picchio tridattilo ha 8 sottospecie
- Picoides tridactylus tridactylus
- Picoides tridactylus alpinus
- Picoides tridactylus crissoleucus
- Picoides tridactylus funebris
- Picoides tridactylus albidior
- Picoides tridactylus inouyei
- Picoides tridactylus kurodai
- Picoides tridactylus tianschanicus (Buturlin, 1907)

## Distribuzione e habitat
Il picchio tridattilo è diffuso in Eurasia, in Italia nidifica nelle Alpi orientali, in foreste di conifere, soprattutto di Abete rosso, ricche di legno morto, tra i 1000-1800 m s.l.m.

## Biologia

### Cibo ed Alimentazione
Si nutre di insetti e larve di coleotteri Cerambicidae, Scolitidae e Bostricidae che trova scavando nella corteccia.

### Riproduzione

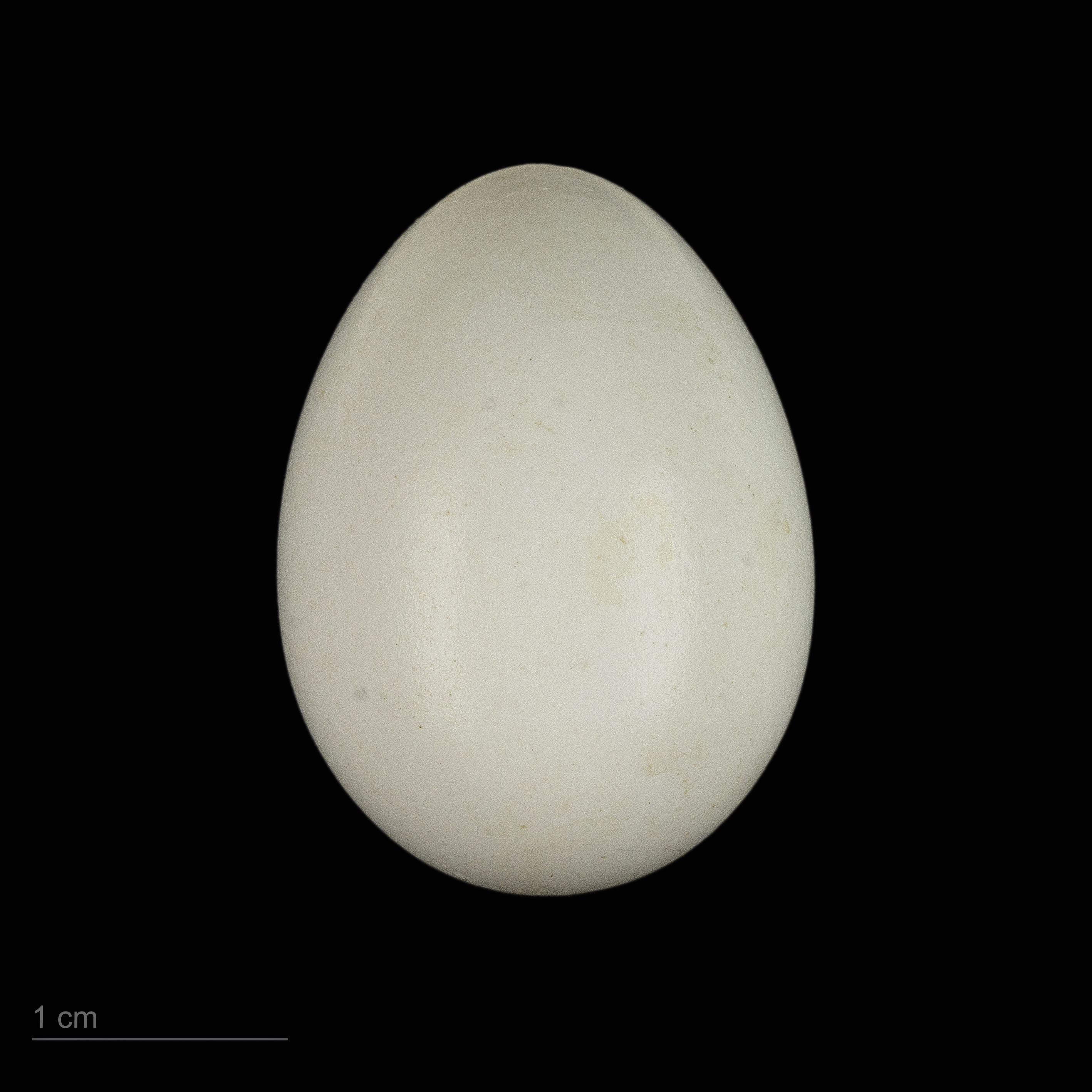
Uovo di Picoides tridactylus - Museo di Tolosa

Nidifica in primavera inoltrata. Fa il nido nelle cavità, dal medesimo scavate, degli alberi di abete ad una altezza variabile (mediamente bassa). Nell'anno fa una sola covata. Le 4-5 uova deposte vengono
incubate sia dalla femmina che dal maschio per circa 11 giorni. I pulcini sono nidicoli e permangono nel nido per 22-25 giorni continuando, comunque, a dipendere dai genitori ancora per un mese.

## Status e conservazione
Come tutti i picchi è specie particolarmente protetta ai sensi dell'art. 157/92.

## Galleria d'immagini

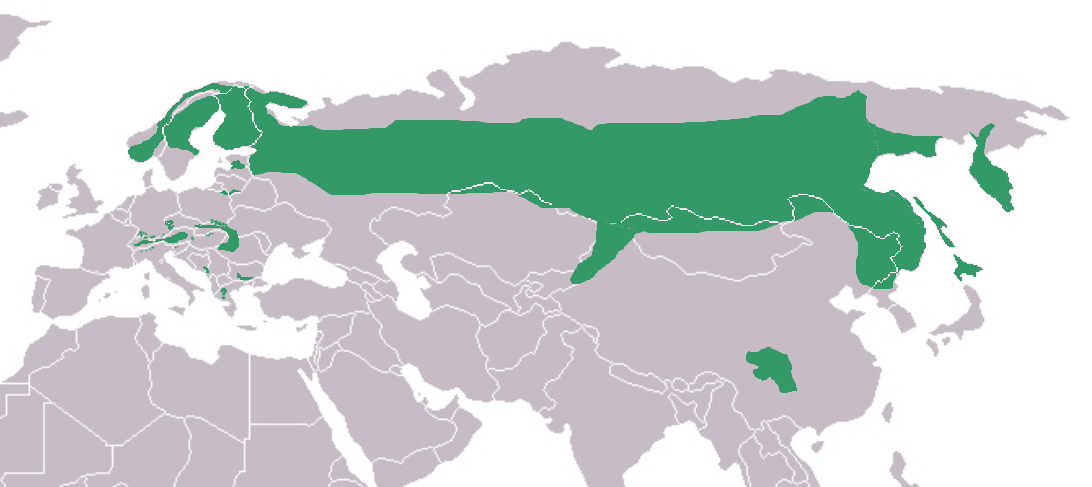
Picoides tridactylus Distribuzione del Picchio tridattilo
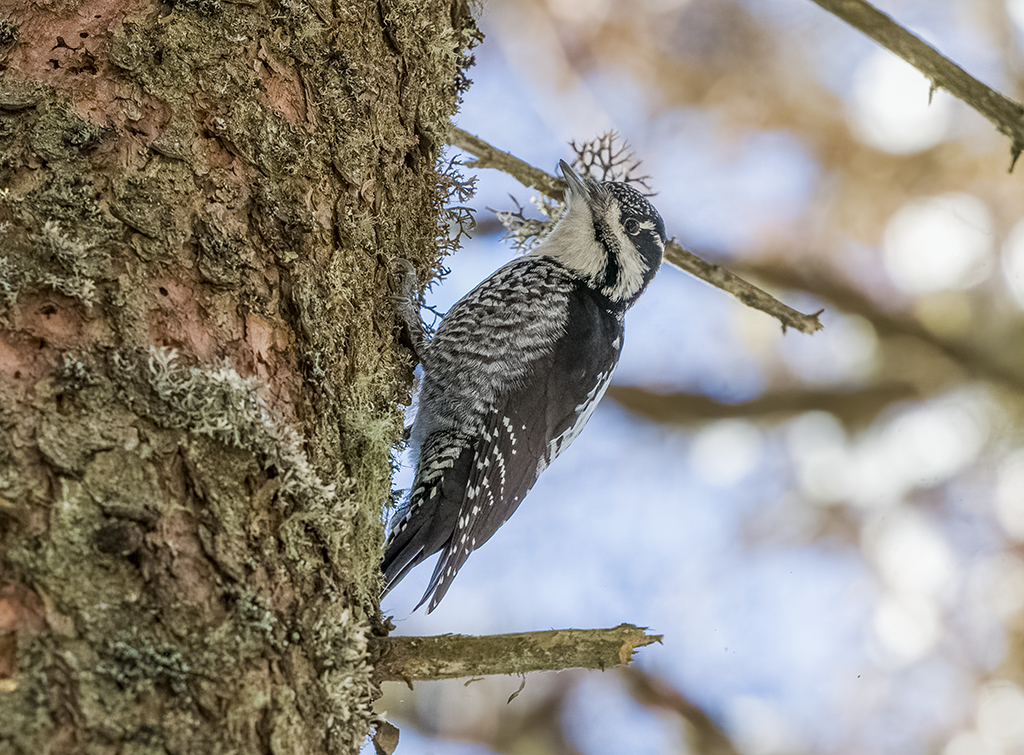
Picoides tridactylus-femmina
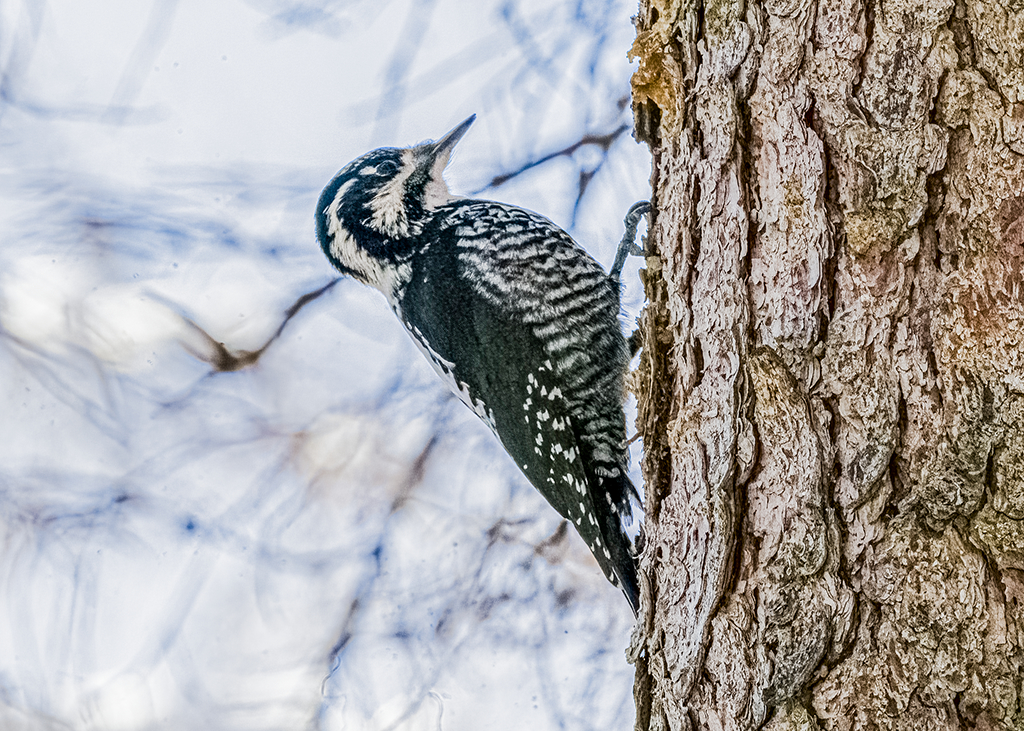
Picoides tridactylus-femmina
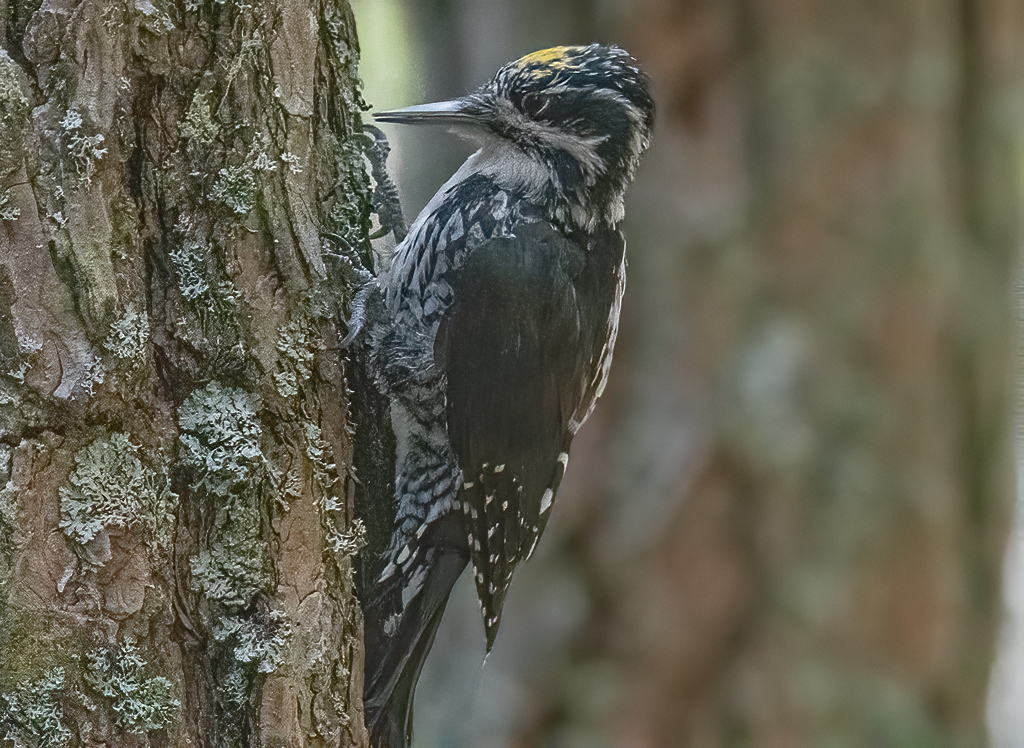
Picoides tridactylus-maschio